# Stadio del Conero
Stadio del Conero – stadion piłkarski znajdujący się w mieście Ankona we Włoszech. Jest obecnie używany głównie dla meczów piłki nożnej. Swoje mecze rozgrywa na nim drużyna piłkarska U.S. Ancona 1905, a do 2010 A.C. Ancona. Stadion może pomieścić 23 976 widzów.

## Historia
Stadion został otwarty 6 grudnia 1992 roku w meczu Serie A sezonu 1992/1993 Ancona - Inter, który zakończył się wynikiem 3:0, z jeszcze niedobudowaną trybuną północną, a także północno-zachodnią i północno-wschodnią. Stadion został rozszerzony, aby osiągnąć obecną pojemność 23 976 miejsc siedzących.
Rekord frekwencji na stadionie został osiągnięty 18 października 2003 w meczu Serie A sezonu 2003/04 Ancona-Juventus, kiedy spotkanie zobaczyło 23 306 widzów.
31 marca 1999 roku stadion gościł po raz pierwszy narodową reprezentację w meczu eliminacyjnym ME-2000 z Białorusią, zremisowanym 1-1 (gole Walancin Bialkiewicz i Filippo Inzaghi). Kolejne dwa mecze na tym stadionie w 2000 i 2003 zakończyły się zwycięstwem z Gruzją 2-0 i Rumunią 1-0.
Oprócz tego, stadion gościł kilka meczów reprezentacji Włoch U-21. Latem 2003 roku na stadionie został organizowana roczna edycja Trofeo TIM. Nawet papież Jan Paweł II odprawił dwa razy msze na nim. Na stadionie odbyły się także koncerty i występy włoskich śpiewaków, m.in. Renato Zero, Claudio Baglioni, Vasco Rossi, Eros Ramazzotti, Ligabue, Jovanotti, Fiorello i R.E.M.